# Sea Patrol (serie de televisión)
Sea Patrol (en español: Servicio Marítimo de Patrulla), es un drama australiano, transmitido del 5 de julio de 2007 hasta el 12 de julio de 2011 por medio de la cadena Nine Network.
La serie se centró en el "HMAS Hammersley", un barco patrulla ficticio de la Marina Real Australiana RAN y en las vidas de los miembros de la tripulación.
Sea Patrol fue creado por Hal y Di McElroy y ha contado con la participación de actores invitados como Yvonne Strahovski, Jackson Raine, Jessica Napier, Alan Dale, Matthew Le Nevez, Sullivan Stapleton, Anna Hutchison, Robert Coleby, Martin Lynes, Jack Campbell, Tim Campbell, Myles Pollard, Callan Mulvey, Anthony Hayes, Alix Bidstrup, Nathan Lawson, Paul Gleeson, Steve Bisley, Hugo Johnstone-Burt, Blair McDonough, Sibylla Budd, Nadia Townsend, Pia Miranda, entre otros...
En octubre de 2010 se anunció que la serie tendría una quinta y última temporada, la cual se estrenó el 26 de abril de 2011 y finalizó el 12 de julio del mismo año.

## Historia
Sea Patrol muestra la historia de los hombres y mujeres de la Real Marina Australiana RAN, quienes se convierten en héroes haciendo su trabajo y batallando con elementos y posibilidades para defender las fronteras Australianas. 
- Sea Patrol (2007).:

Durante el estreno de la primera temporada se mostró a la Isla Bright, como una especie de isla misteriosa y la muerte de una bióloga marina. Durante el transcurso de la temporada el CO y algunos integrantes de la tripulación comenzaron a sospechar y luego descubren una conspiración que implicaba que el agua contenía una toxina mortal. 
- Sea Patrol II: The Coup (2008).:

Esta temporada muestra el golpe de Estado que gira en torno a los insurgentes de las Islas de Samaru, quienes intentan derrocar al actual gobierno. También tratan con un grupo de mercenarios europeos y con contrabandistas que apuñalaron a Change y casi le causan la muerte. 
- Sea Patrol: Red Gold (2009).:

Esta temporada comienza con la muerte de Josh "ET" Holiday, el prometido de Nicole Caetano, un miembro de la tripulación HMAS Hammersley durante las dos primeras temporadas.
- Sea Patrol: The Right Stuff (2010).:

Esta temporada comenzó a rodarse en septiembre del 2009. Jeremy Lindsay Taylor, Steve Bisley, Saskia Burmeister y Jay Ryan no van a regresar. La cuarta temporada se estrenó el jueves 15 de abril. Al final de la temporada la marinera Rebecca "Bomber" Brown dejó el barco después de que su relación con el marinero Leo "2Dads" Kosov-Meyer se descubriera.
- Sea Patrol: Damage Control (2011).:

La temporada salió al aire en el 2011 y contó con 13 episodios. Esta fue la última temporada de la serie, al final de la serie el capitán Jim Roth y el contramaestre y médico Chris "Swain" Blake murieron mientras intentaban desarmar una bomba. Kate y Mike se casaron y están esperando a su primer hijo, Mike fue promovido a capitán, mientras que Dylan se fue a luchar a Afganistán, Leo viajó a Singapur, Andy se volvió ingeniero y se mudó al este de Australia, Robert continuó su trabajo como marino y Jessica se convirtió en una médica calificada.

## Personajes
| Actor             | Personaje                     | Rango              | Posición                | N.º de episodios | Temporada   |
| ----------------- | ----------------------------- | ------------------ | ----------------------- | ---------------- | ----------- |
| Ian Stenlake      | Mike "CO" Flynn, CSC, RAN     | Comandante         | Capitán                 | 68               | 2007 - 2011 |
| Lisa McCune       | Kate "XO" McGregor-Flynn, RAN | Teniente           | Oficial Ejecutiva       | 68               | 2007 - 2011 |
| John Batchelor    | Andy "Charge" Thorpe          | Suboficial         | Jefe de Ingeniería      | 68               | 2007 - 2011 |
| Conrad Coleby     | Dylan "Dutchy" Mulholland, MG | Contramaestre      | Contramaestre           | 29               | 2010 - 2011 |
| Kristian Schmid   | Robert "RO" Dixon             | Marinero Principal | Operador de Radio       | 68               | 2007 - 2011 |
| Nikolai Nikolaeff | Leo "2Dads" Kosov - Meyer     | Marinero Principal | Técnico en Electrónica  | 42               | 2009 - 2011 |
| Danielle Horvat   | Jessica "Gap Girl" Bird       | Marinera           | Chef & Asistente Médica | 29               | 2010 - 2011 |
| Dominic Deutscher | Ryan White                    | Marinero           | Oficial                 | 14               | 2010, 2011  |

### Personajes Recurrentes
| Actor           | Personaje              | Rango                                         | N.º de episodios | Temporada   |
| --------------- | ---------------------- | --------------------------------------------- | ---------------- | ----------- |
| Tammy MacIntosh | Maxine "Knocker" White | Comandante                                    | 29               | 2010 - 2011 |
| Renai Caruso    | Madelaine Cruise       | Departamento de Asuntos Exteriores & Comercio | 6                | 2011        |

### Antiguos Personajes Principales
| Actor                 | Personaje                         | Rango              | Posición                                 | Episodios | Duración    | Estado |
| --------------------- | --------------------------------- | ------------------ | ---------------------------------------- | --------- | ----------- | ------ |
| Matthew Holmes        | Chris "Swain" Blake, CV           | Contramaestre      | Jefe Médico & Encargado de la Navegación | 68        | 2007 - 2011 | Muerto |
| Kirsty Lee Allan      | Rebecca "Bomber" Brown            | Marinera           | Chef & Asistente Médica                  | 42        | 2008 - 2010 | Viva   |
| Jay Ryan              | Billy "Spider" Webb               | Marinero           | Asistente de Contramaestre               | 39        | 2007 - 2009 | Vivo   |
| Jeremy Lindsay Taylor | Pete "Buffer" Tomaszewski         | Contramaestre      | Contramaestre                            | 39        | 2007 - 2009 | Vivo   |
| Saskia Burmeister     | Nicole 'Nikki' "Nav" Caetano, RAN | Teniente           | Navegador                                | 39        | 2007 - 2009 | Viva   |
| David Lyons           | Josh "ET" Holiday                 | Marinero Principal | Técnico en Electrónica                   | 39        | 2007 - 2009 | Muerto |
| Josh Lawson           | Toby "Chefo" Jones                | Marinero           | Chef & Asistente Médico                  | 13        | 2007        | Vivo   |

### Antiguos Personajes Recurrentes
| Actor        | Personaje               | Rango      | Episodios | Duración    | Estado |
| ------------ | ----------------------- | ---------- | --------- | ----------- | ------ |
| Steve Bisley | Steven "Steve" Marshall | Comandante | 25        | 2007 - 2009 | Vivo   |
| Ditch Davey  | Jim Roth                | Capitán    | 10        | 2008, 2011  | Muerto |

## Episodios
Sea Patrol es una serie de televisión dramática. Sus tres primeras temporadas constaron de 13 episodios, la cuarta tuvo 16 episodios y la quinta y última 13.

## Premios y nominaciones
Sea Patrol ha sido nominado a los Logie Awards en el 2008; entre los nominados se encuentran Lisa McCune, David Lyons y Kirsty Lee Allen.
- Logie Awards.:

| Año  | Categoría                                         | Premio             | Nominado         | Resultado |
| ---- | ------------------------------------------------- | ------------------ | ---------------- | --------- |
| 2009 | Most Popular New Female Talent                    | Logie Award        | Kirsty Lee Allan | Nominada  |
| 2008 | Most Popular Personality on Australian Television | Logie Award        | Lisa McCune      | Nominada  |
| 2008 | Most Popular Actress                              | Silver Logie Award | Lisa McCune      | Nominada  |
| 2008 | Most Popular New Male Talent                      | Logie Award        | David Lyons      | Nominado  |

- Australian Screen Sound Guild.:

| Año  | Categoría                                        | Premio     | Episodio | Resultado |
| ---- | ------------------------------------------------ | ---------- | -------- | --------- |
| 2008 | Best Achievement in Sound for a Television Drama | ASSG Award | The Coup | Ganó      |

## Localizaciones
- Cairns, Queensland
- HMAS Waterhen, Navy Base, Sídney, NSW
- Dunk Island, Queensland
- Mission Beach, Queensland
- Cowley Beach, cerca de Innisfail, Queensland
- Tamborine Mountain, Queensland

## Producción
Antes de su debut en el 2007, Sea Patrol fue una de las series más esperadas en Australia y marcó el regreso a la televisión de Lisa McCune. 
En el estreno de cada temporada presenta un largo evento que se expande durante esta y por lo general es resuelto al final.
La primera temporada de Sea Patrol debutó el 5 de julio de 2007 en el canal Nine Network, la segunda temporada se nombró Sea Patrol II: The Coup y comenzó su transmisión el 31 de marzo de 2008 y terminó en junio del 2008. La tercera temporada se nombró Sea Patrol: Red Gold y comenzó el 18 de mayo de 2009. La cuarta temporada transmitiría 16 episodios con un nuevo formato y comenzaría a filmarse en Cairns.
Durante todas las temporadas de Sea Patrol los hombres y mujeres a bordo del buque han luchado en contra de las violaciones de la legislación australiana; como la pesca ilegal, contrabando de drogas y personas, y otros problemas que el Royal Australian Navy "RAN" encuentra durante las patrullas típicas. También proporcionan apoyo, ayuda y seguridad a la isla más grande del mundo. 
Durante la tercera temporada de Sea Patrol se puede ver al inicio de cada episodio las palabras "Honor - Honestidad - Coraje - Integridad - Lealtad".
- Buques.:

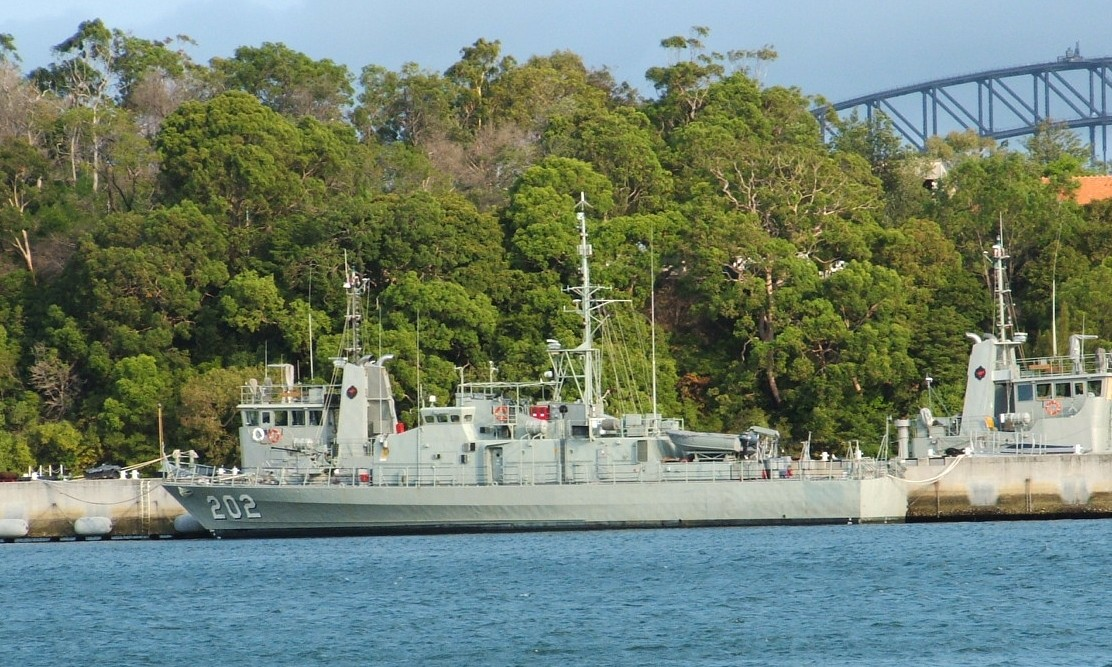
HMAS Hammersley junto al HMAS Waterhen.

La primera temporada incluyó dos lanchas patrulleras clase Real Fremantle, cuyas apariciones se combinaron para convertirse en el HMAS Hammersley (PTF 202).
El HMAS Wollongong se utilizó para el rodaje en Sídney, mientras que el HMAS Ipswich fue utilizado durante seis semanas de rodaje frente a la isla Dunk en Queensland. Hammersley sirve bajo la estructura ficticia del comando naval "NAVCOM", que fue dado de baja durante el episodio final de la primera temporada. El HMAS Kingston (PTF 205), un segundo barco ficticio de clase Fremantle es mencionado durante varios episodios y aparece en el noveno episodio: Kingston comparte su numeral con el real barco patrulla HMAS Townsville.
Cuando la primera temporada estaba siendo filmada, se predijo que en otras temporadas se remplazaría el Hammersley con el nuevo barco patrulla clase Armidale. La Segunda temporada utilizó un Armidale también llamado HMAS Hammersley, con el número de casco 82, otra vez dos buques se juntaron para representar al Hammersley. 
42 de los 86 días de rodaje fueron a bordo del HMAS Broome (ACPB 90), y luego en el HMAS Launceston (ACPB 94).